# Svatý Buldus
Svatý Buldus (latinsky: Buldus, Buldi; maďarsky: Bőd) (asi 1009–1046, Budín) byl uherský mučedník a biskup. Zahynul během pohanského povstání v Uhrách v roce 1046.

## Život
Historické prameny se rozcházejí v otázce určení diecéze, v které sv. Buldus jako biskup působil. Podle historiků byl s největší pravděpodobností biskupem v Egeru nebo ve Veszpréme, Albě Iulii (Gyulafehérvár), či v Bihoru. V úvahu tedy přichází některá z uherských diecézích na východ od Dunaje. Z legendy o sv. Gerardovi lze zjistit, že po vypuknutí nepokojů v Uhersku v roce 1046 se biskup Buldus uchýlil do bezpečí na západ země spolu s csanádským biskupem Gerardem a biskupem Benetem. K uprchlíkům se přidal i nitranský biskup sv. Bystrík. Všichni se shromáždili v opevněném Stoličném Bělehradě (Székesfehérvár).
Když se kralevicové Ondřej a Levente přiblížili k Budínu, rozhodli se biskupové vyjít jim vstříc a jednoho z nich korunovat uherským králem. U přívozu přes Dunaj však byli dostiženi vojskem pohanského Vaty; jejich úmyslem bylo biskupy usmrtit. Útok povstalců byl veden z hory Kelen. Ve spršce kamenů našel biskup Buldus svoji smrt.

## Úcta
Byl svatořečen spolu se sv. Gerardem a sv. Bystríkem v roce 1083. Společný svátek těchto tří světců stanovila Sabolčská synoda v roce 1092 na 24. září.